# Consejo de Comando Militar para la Salvación de la República
El Consejo de Comando Militar para la Salvación de la República (en francés: Conseil de commandement militaire pour le salut de la République; y abreviado como CCMSR) es un grupo miliciano de Chad, que lucha para derrocar el gobierno de Idriss Déby. Fundado en 2016, actualmente opera en las regiones de frontera de Chad con el sur de Libia del sur, Níger oriental y Sudán occidental. El CCMSR se vio implicado en la segunda guerra civil libia, y tomó control del área de Kouri Bougoudi en Chad del norte en 2018.

## Historia

### Trasfondo, fundación, y actividades iniciales
Después de tomar poder en 1990 después de un golpe de Estado, Idriss Déby ha sido desafiado por numerosos grupos armados de oposición. A pesar de que numerosos y relativamente potentes facciones, nunca fueron capaces de unirse para derrocarlos, esto en el curso de varias guerras civiles e insurgencias. Con el tiempo, el ejército de Chad se fortaleció, mientras que los rebeldes perdían partidarios y fuentes de financiamiento. Cuando resultado, la mayoría de estos se instalaron en países como Libia y Sudán hacía 2009, donde trabajaron como mercenarios para quedar activos. Aproximadamente 11,000 mercenarios de Chad operaron en Libia en agosto de 2017, luchando para numerosas facciones libias como el Gobierno de Acuerdo Nacional (GNA por sus siglas en inglés) y el Ejército Nacional Libio Khalifa Haftar
Varios grupos disidentes chadianos unificaron bajo la jefatura del experimentado comandante insurgente Mahamat Mahdi Ali en marzo de 2016, formando el "Frente para Cambio y Concordia en Chad" (FACT) y aliándose con las fuerzas del GNA Libia. La unidad del FACT colapsó casi inmediatamente, esto por violentas disputas y parte del grupo se separó en marzo. Esta facción constó por miembros del clan Kreda y adoptó el nombre de "Consejo de Comando Militar para la Salvación de la República" (CCMSR), eligiendo al ex portavoz de la UFDD Mahamat Hassani Bulmay como su secretario general.
Comenzó a ser activo en la frontera norte de Chad, la región de Fezán, Níger oriental, y Sudán occidental, CCMSR aliándose con el GNA y las Brigadas de Defensa del Bengasi, y comenzó a construir su fuerza en Libia para una rebelión contra el gobierno de Chad. También comenzaron a chocar con las fuerzas pro-Haftar, y una de sus bases cercanas Sabha fue bombardeada por la Fuerza Aérea de Hafthar en abril de 2016.[6]

### Regreso a Chad
El CCMSR era el primer grupo armado en regresar a su país de casa desde 2010, es decir, cuando lanzó una redada y mató a 12 soldados chadianos en abril de 2017. Posteriormente fue ganando atención en la región, y difundió los escritos de Bulmay entre la población chadiana. Sus mensajes incluyeron apoyo a los intereses de la región chadiana de Bahr el Ghazal así como fuertes críticas a los políticos locales que trabajaron con el gobierno de Déby. Las ideas de Bulmay encontraron cierto atractivo entre los jóvenes de Bahr el Gazal. Un enfrentamiento importante entre el CCMSR y el ejército tuvo lugar el 18 de agosto de 2017, cuando una columna del CSSMR se encontró por casualidad a una patrulla de las Fuerzas Especiales Chadiaas cerca de Tekro, Ennedi, derrotando a las sorprendidas fuerzas del gobierno después de una breve batalla.
El grupo sufrió un duro golpe en octubre de 2017 cuando el gobierno de Níger arrestó a tres de sus dirigentes superiores en Agadez, concretamente el secretario general Bulmay, el portavoz Ahmat Yacoub Adam, y el secretario de asuntos externos Dr. Abderahman Issa Youssouf. El grupo intentó obligar al gobierno de Níger a liberarlos amenazando con lanzar un ataque de represalia, pero los extraditaron a Chad. A pesar de su amenaza anterior, la CCMSR se abstuvo de atacar a Níger como represalia. Posteriormente, Bulmay, Adam y Youssouf fueron juzgados en Chad, acusados del delito capital de terrorismo y trasladados a la prisión del desierto de Koro Toro. El CCMSR nombró Mahamat Tahir Acheick como secretario general en sustitución quién a su vez fue sustituido por Michelot Yogogombaye en 2018. Yogogombaye, un leal al expresidente Hissène Habré, opera desde París.
Entre marzo y mayo de 2018, el CCMSR fue repetidamente bombardeado por la Fuerza Área Libia, leal al Haftar, aunque estos ataques apenas tuvieron ningún efecto. Por el contrario, un ataque aéreo libio en junio contra una de las bases de la milicia en Um Aranib resultó en pérdidas significativas. En ese año, el CCMSR se unió a la coalición rebelde, "Frente Nacional para Democracia y Justicia en Chad" el cual fue fundado en julio de 2018.

### Control de Kouri Bougoudi
El 11 de agosto de 2018, CCMSR lanzó un ataque importante en el compuesto militar en Kouri Bougoudi en las montañas de Tibesti, más tarde afirmaron haber matado 73 y capturado 45 soldados mientras reportaron 11 bajas (4 muertos, 7 heridos). El gobierno de Chad inicialmente intentó negar que el ataque había tenido lugar, y redujo su importancia. El CCMSR se ofreció para liberar sus prisioneros a cambio para la liberación de Bulmay, Adam y Youssouf, pero el gobierno rechazó negociar con "mercenarios salvajes, bandidos [y] matones", y en cambio instó a mineros locales en abandonar su campamento en Kouri Bougoudi. Posteriormente, el ejército se retiró del área el 22 de agosto, dejándola en manos de la CCMSR y los mineros ilegales.. Desde entonces la Fuerza Aérea Chadiana lanzó varios bombardeos en la región, teniendo como objetivo el campamento minero de Kouri Bougoudi y las manadas de camellos, matando a varios civiles y privando a los locales de su sustento. Mientras tanto, la CCMSR continuó sus ataques contra posiciones gubernamentales, como en Tarbou en Tibesti Región (21 septiembre), y Miski en Borkou Región (24 octubre). Algunos lugareños criticaron al CCMSR de explotar y empeorar ñas tensiones étnicas en las montañas de Tibesti.[7]
Al mismo tiempo, las tensiones aumentaron en el sur de Libia, la población civil y las fuerzas armadas se opusieron cada vez más a la presencia de militantes chadianos, lo que provocó numerosos enfrentamientos. A finales de octubre de 2018, las fuerzas de Haftar lanzó una ofensiva en la cuenca de Murzuq para expulsar de la región a los grupos rivales libios y chadianos, incluido el CCMSR.. Se especula que el CCMSR atacó posiciones libias en Traghan el 27 de diciembre de 2018. El 12 de enero de 2019, el CCMSse enfrentó con al SLM/A-Minnawi aliado sudanés del LNA en Gatroun, en el sur de Libia, y con el Movimiento Justicia e Igualdad de Sudán (pro-Déby) en las minas de oro de Kouri Bougoudi en el norte de Chad En febrero de 2019, el CCMSR estuvo bajo una presión cada vez mayor por parte del LNA y sus aliados, ya que este último había lanzado otra ofensiva para expulsar al GNA y a los rebeldes chadianos del sur de Libia.

### Escalada de ataques fronterizos
En agosto de 2019, el CCMSR había perdido control de Kouri Bougoudi, pero continuó lanzando incursiones transfronterizas en las montañas Tibesti. El ejército chadiano respondió con una "represión" en la zona y declaró el estado de emergencia regional durante cinco meses. El 19 de febrero de 2020, las tropas de la CCMSR lanzaron otra incursión contra Kouri Bougoudi, lo que resultó en una batalla mayor con las fuerzas de seguridad. Ambos bandos afirmaron haber infligido grandes pérdidas a sus oponentes antes de que los rebeldes se retiraran a Libia..
Cuando Idriss Déby fue asesinado en combate durante unaofensiva dirigida contra el FACT, su hijo Mahamat Déby Itno tomó poder. El CCMSR consiguientemente declaró su compromiso para derrocar Déby Itno y al Consejo Militar de Transición (TMC por sus siglas en inglés), y el FACT siguió en su ofensiva. Al llegar a este punto, el CCMSR estaba al mando de Rachid Mahamat Tahir.

## Ideología
CCMSR se presenta a sí mismo como un movimiento nacionalista chadiano que se opone al régimen autoritario de Idriss Déby, al que considera indiferente y opresivo hacia el pueblo chadiano. En una declaración, Mahamat Hassani Bulmay describió el gobierno de Déby como "despotismo de clan en su forma más perniciosa y abyecta", y afirmó que la única forma de poner fin a su gobierno es a través de la guerra. Según Bulmay, el presidente chadiano tenía una "doble elección, la tumba o la prisión". Además, el CCMSR mencionó su solidaridad para las personas marginalizadas del norte y centro de Chad.
El Islam también juega un papel en la ideología de la CCMSR, y el grupo lo utiliza para reunir apoyo local, formar alianzas en el sur de Libia e influir en la opinión pública contra Déby y su círculo íntimo[19], a quienes la CCMSR ha acusado de ser "malos musulmanes". A pesar de esto, el CCMSR no es una organización religiosa. Más notablemente, su líder anterior Bulmay no era devoto.

## Fuerza
El CCMSR asegura tener más de 4,500 peleadores bajo su orden, la mayoría de ellos miembros de la etnia toubou, subgrupo de Daza subgrupo, así como algunos combatientes árabes, maba y zaghawa. Es el grupo más grande en la coalición "Frente Nacional para la democracia y La Justicia en Chad". Ha habido denuncias de que la CCMSR está financiada por Catar, ya que está aliada con milicias libias que financiaba Catar.